# فلورانس فولر
فلورانس فولر (انگلیسی: Florence Fuller؛ ۲ اوت ۱۸۶۷ – 17 july ۱۹۴۶ (۷۸−۷۹ سال)) یک نقاش اهل استرالیا بود.